# Ульва (Сахалинская область)
Ульва — упразднённое село в Тымовском городском округе Сахалинской области России. Исключено из учётных данных в 2024 году.

## География
Находится на берегу реки Ульвы, в 52 км от районного центра.

## Население
| 2002 | 2010 | 2021 |
| ---- | ---- | ---- |
| 0    | →0   | →0   |

Оттуда все уехали из-за того что там часто землетрясение происходило и одно погубило половину населения так что остальные уехали подальше от Ульвы например в Южно-Сахалинск